# Cantó de Châtillon-en-Bazois
El cantó de Châtillon-en-Bazois és un cantó francès del departament del Nièvre, situat al districte de Château-Chinon(Ville). Té 15 municipis i el cap és Châtillon-en-Bazois.

## Municipis
- Achun
- Alluy
- Aunay-en-Bazois
- Bazolles
- Biches
- Brinay
- Châtillon-en-Bazois
- Chougny
- Dun-sur-Grandry
- Limanton
- Mont-et-Marré
- Montigny-sur-Canne
- Ougny
- Tamnay-en-Bazois
- Tintury

## Història
| Data d'elecció                           | Identitat        | Partit             | Qualitat |
| ---------------------------------------- | ---------------- | ------------------ | -------- |
| 1945-1951                                | M. Perrin        | Divers droite      |          |
| 1951-1970                                | Louis Dubois     | UDSR, després SFIO |          |
| 1970-1973                                | Pierre Saury     | CIR, després PS    |          |
| 1973-1982                                | Paule Saury      | PS                 |          |
| 1982-2001                                | Eugène Teisseire | PS                 |          |
| 2001-                                    | Bernard Martin   | PS                 |          |
| les dades anteriors no són pas conegudes |                  |                    |          |
|                                          |                  |                    |          |

## Demografia
| A partir de 1990: Població sense dobles comptes |